# セルビア共和国 (1992年-2006年)

セルビア共和国
Република Србија
Republika Srbija

国歌: Боже правде / Bože pravde（セルビア語）
正義の神

ヨーロッパにおけるセルビア共和国の位置

セルビア共和国（セルビアきょうわこく、セルビア語：Република Србија / Republika Srbija）は、1990年から1992年までのユーゴスラビア社会主義連邦共和国、1992年から2003年までのユーゴスラビア連邦共和国、2003年から2006年までのセルビア・モンテネグロの構成国である。2006年にモンテネグロがセルビア・モンテネグロ国家連合を離脱し独立国家となったことにより、セルビアも独立国家となった。
セルビア社会主義共和国は1990年、ユーゴスラビア共産主義者同盟の崩壊に伴って、社会主義体制を放棄した。新しい憲法が制定され、その中でセルビアはユーゴスラビアの枠内で民主主義体制をとる共和国であるとされた。
ユーゴスラビア社会主義連邦共和国が1992年に解消されたのに伴い、ユーゴスラビアに留まっていた2つの共和国、セルビア共和国とモンテネグロ共和国は、共産主義を放棄し、民主主義に基づく、2国から成る新しいユーゴスラビア連邦を結成することを望んだ。この新しいユーゴスラビアはユーゴスラビア連邦共和国と呼ばれるようになった。セルビア社会主義共和国は1990年より「セルビア共和国」へと改称されていたが、旧共産主義者同盟の政治家らはその後10年間に渡って、ユーゴスラビア共産主義者同盟の下部組織であるセルビア共産主義者同盟を改組したセルビア社会党として政権の座に留まった。セルビアは、その人口および面積でモンテネグロを圧倒しており、事実上、新しいユーゴスラビア連邦において支配的な地位を占めていた。しかし、セルビア共和国とモンテネグロ共和国は、外交等を共通化するほかは、内部的にはそれぞれ独自に機能していた。連邦の政府にはセルビア人と共にモンテネグロ人もいた。

## ユーゴスラビア連邦共和国

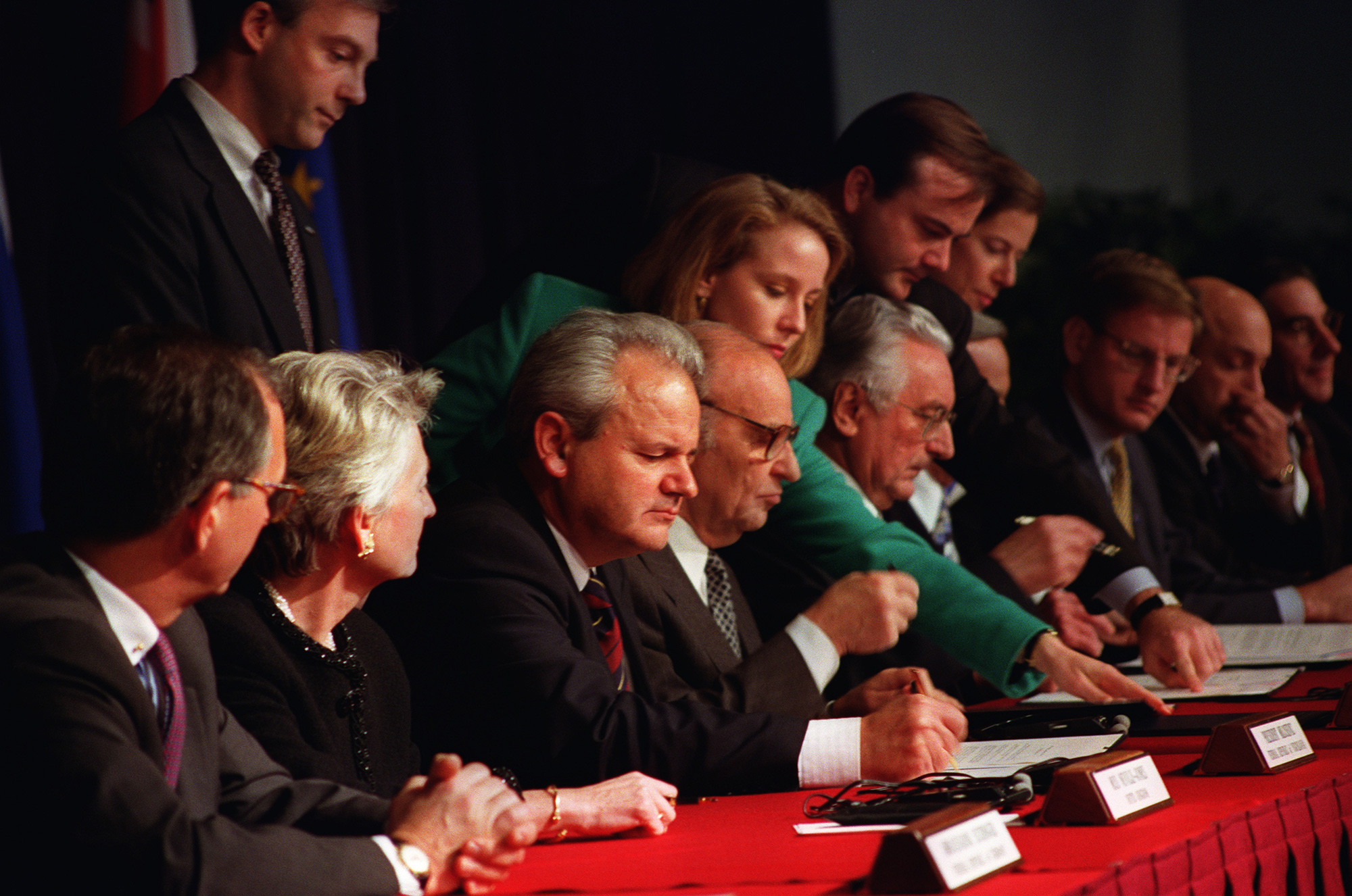
スロボダン・ミロシェヴィッチ（中央）、1990年から1997年までセルビア大統領、1997年から2000年までユーゴスラビア連邦大統領。

ユーゴスラビア連邦共和国におけるセルビアの政治は、ボスニア・ヘルツェゴビナやクロアチアに住むセルビア人たちの利益を守ることに力が注がれた。彼らはクロアチアやボスニア・ヘルツェゴビナの独立を望ます、ユーゴスラビア連邦に留まることを望んでいた。1989年以降、セルビアはスロボダン・ミロシェヴィッチが指導者となっていた。ミロシェヴィッチは元共産主義者同盟の党員であり、ユーゴスラビアにおけるセルビア人の権益を守ることを訴えた人物である。1992年、ミロシェヴィッチと、モンテネグロ共和国の大統領モミル・ブラトヴィッチはユーゴスラビア連邦共和国の結成に合意した。国際社会からは、この連邦でセルビアが支配的な立場となり、セルビア大統領のミロシェヴィッチがユーゴスラビア連邦の大統領よりも事実上強大な権限を持つのではないかと危惧する声が上がった。ユーゴスラビア連邦共和国の初代大統領となったドブニツァ・チョシッチ（Dobrica Ćosić）は、ミロシェヴィッチに抵抗してその地位を追われている。ミロシェヴィッチの政府はマケドニア共和国に対しては領土的な要求はしなかった。ミロシェヴィッチの支持者らは、クロアチアやボスニア・ヘルツェゴビナなどの旧ユーゴスラビア諸国で一方的に分離したセルビア人の自治国家（スルプスカ共和国やクライナ・セルビア人共和国など）について、これらの地域におけるセルビア人の民族自決の原則を支持しただけであるとした。
クロアチア、ボスニア・ヘルツェゴビナにおける一連のユーゴスラビア紛争において、ミロシェヴィッチはこれらの国々からの分離を望むセルビア人の自治国家を支援した。この支援によって後にミロシェヴィッチは、セルビア人の分離主義者らによる戦争犯罪行為を支援しているとの批判を受け、国際社会において多くの政治家らから非難を受けた。
1995年、ミロシェヴィッチはボスニア・ヘルツェゴビナ紛争を終結させた和平合意であるデイトン合意にて、ボスニアのセルビア人の利益を代表して参加し、署名した。ミロシェヴィッチはその後も1997年までセルビアの大統領職に留まり、その後ユーゴスラビア連邦共和国の大統領となった。これに代わって1997年には、ユーゴスラビア連邦の大統領であったミラン・ミルティノヴィッチがセルビアの大統領となった。
1996年から1999年にかけて、セルビアの中でアルバニア人の多く住むコソボ・メトヒヤ自治州の情勢は不安定となった。コソボ・メトヒヤではコソボ紛争に突入し、1999年にはセルビアとモンテネグロはNATOによる空爆を受けた。空爆では、ベオグラードを含む複数の都市への戦略爆撃も行われた。その後、ベオグラードの政府はコソボの統治権中止に同意し、コソボは国際連合の国際連合コソボ暫定行政ミッション（UNMIK）の統治下となり、セルビアの統治が及ばなくなった。
ユーゴスラビア紛争の余波は、セルビアの経済的苦境につながっていた。また、国民のミロシェヴィッチに対する怒りも増大していた。紛争とその影響によって、セルビアではヴォイスラヴ・シェシェリ率いるセルビア急進党などの極右政党が台頭した。シェシェリは、全てのセルビア人は統一されたひとつの国に住むべきであると主張する人物である。シェシェリは、ユーゴスラビア紛争において自ら私兵を率い、クロアチアやボスニア・ヘルツェゴビナでの紛争に参加していた。シェシェリは1994年と1995年にユーゴスラビア政府によって逮捕されているものの、その後1998年から2000年までセルビアの副大統領となった。2000年、セルビアの市民は、選挙の不正操作によって、選挙の後もユーゴスラビアの大統領職を辞することを拒んだことに対して抗議行動を展開した。ミロシェヴィッチは2000年10月5日に政府を追放され、その翌日、正式に職を辞した。ミロシェヴィッチは2001年、政権時代での不正の容疑で連邦政府によって逮捕され、その後、戦争犯罪の嫌疑で、デン・ハーグにある旧ユーゴスラビア国際戦犯法廷に引き渡された。
ミロシェヴィッチの失脚後、セルビアの政治家ヴォイスラヴ・コシュトニツァがユーゴスラビアの連邦大統領となった。2002年、ミロシェヴィッチの盟友であったミラン・ミルティノヴィッチはセルビア大統領を退き、12年に及んだセルビア社会党による支配体制は完全に潰えた。民主党のボリス・タディッチがミルティノヴィッチに代わってセルビア大統領となった。

## セルビア・モンテネグロ

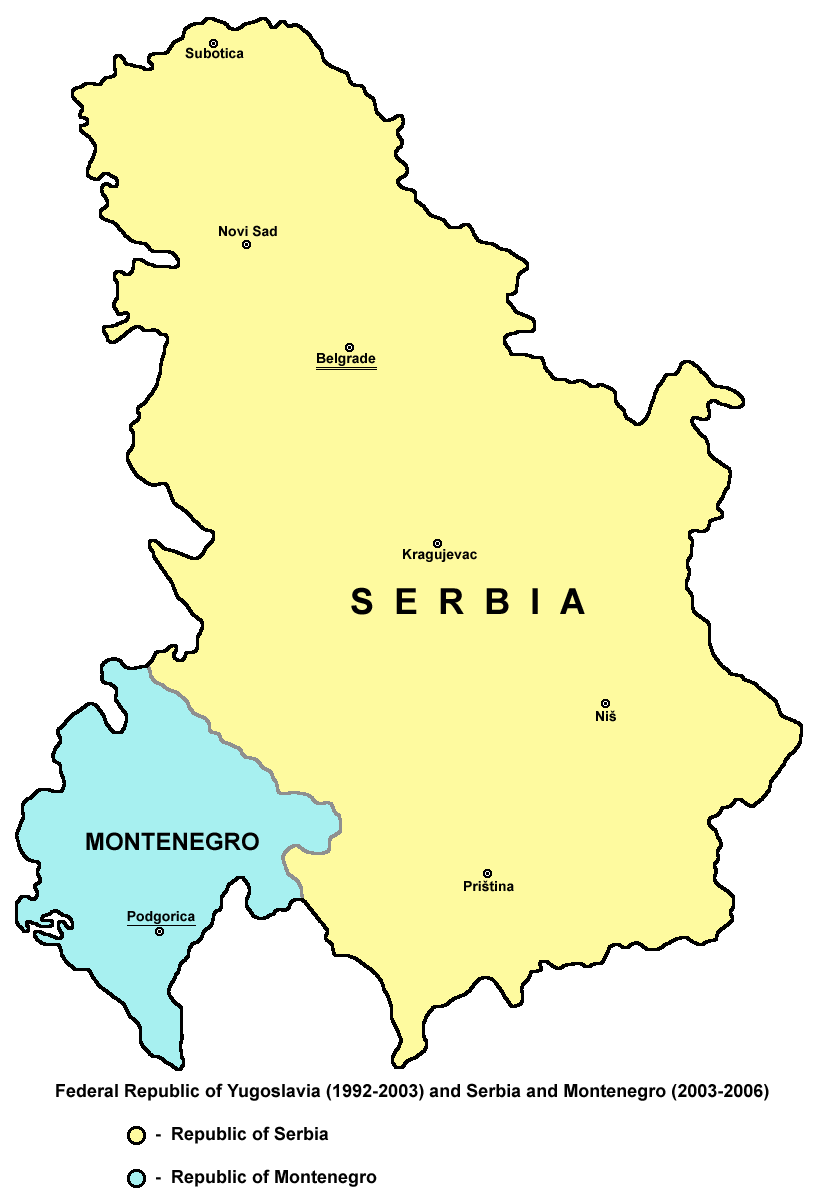

2003年、ユーゴスラビア連邦共和国の憲法改正によって同国は国家連合セルビア・モンテネグロとなった。セルビアはモンテネグロ共和国とともにこの国家連合を構成する2つの共和国のひとつとなった。国家連合の中で、モンテネグロではモンテネグロとしての民族意識をいっそう高めた。モンテネグロではユーゴスラビア・ディナールに変わってドイツ・マルクを通貨として導入しており、2002年からはユーロに置き換えられた。セルビアではこれを受けて、ユーゴスラビア・ディナールをセルビア・ディナールと改め、中央銀行はユーゴスラビア国立銀行からセルビア国立銀行と改称された。セルビアは、2006年にモンテネグロの独立宣言を受けてセルビアも独立を宣言するまでの間、この国家連合の下位に留まった。
2003年から2006年までの間、セルビアは国家の方向性を巡って重大な内政問題を抱えていた。セルビアの政治家らは、ユーゴスラビアを緩やかな国家連合へ移行した決定に関して意見が分裂した。ゾラン・ジンジッチは緩やかな国家連合への移行を推進した中心人物と見られ、ユーゴスラビア連邦の大統領であったヴォイスラヴ・コシュトニツァから批判された。ジンジッチの政治に対する民族主義者からの怒りは、2003年3月のジンジッチ暗殺へとつながった。首相であったジンジッチの暗殺に対して、国家非常事態宣言が発された。2004年からは、欧州連合に親和的な政治勢力が連携して、セルビアのEU入りに反対する勢力と対峙する構図となった。
2006年、セルビアは、モンテネグロにおける国家連合からの独立を問う住民投票の実施という事態に直面した。多くのセルビア人らはモンテネグロに対して国家連合に留まって欲しいと願った。それまでのセルビアとモンテネグロとの良好な関係、そしてモンテネグロ人は民族的・文化的・宗教的にみてセルビア人であるとの思いがセルビア人の間にはあった。連合維持を求める政治家らの強力な政治キャンペーンも展開されたものの、モンテネグロの独立を目指す勢力は、欧州連合によって求められた55%以上の独立賛成票を達成し、独立を宣言することとなった。モンテネグロの独立宣言に伴い、セルビアでも独立が宣言され、1918年以来初めてセルビアは独立国となった。